# Kazuhiro
Kazuhiro (jap. かずひろ, カズヒロ) – męskie imię japońskie.

## Możliwa pisownia
Kazuhiro można zapisać, używając wielu różnych znaków kanji i może znaczyć m.in.:
- 和宏, „wielka harmonia”[1]
- 和広, „harmonia, szeroki”
- 和裕, „harmonia, obfity”
- 和弘, „harmonia, rozszerzyć”
- 和洋, „harmonia, morze/ocean”
- 和博, „harmonia, bogaty”
- 一浩, „jeden, liczny”
- 一大, „jeden, duży”

## Znane osoby
- Kazuhiro Fujita (和日郎), japoński mangaka
- Kazuhiro Furuhashi (一浩), japoński reżyser anime i kierownik
- Kazuhiro Hamanaka (和宏), japoński zawodnik MMA
- Kazuhiro Higashi (和広), były japoński skoczek narciarski
- Kazuhiro Kawata (和宏), japoński piłkarz
- Kazuhiro Kiuchi (かずひろ), japoński mangaka i reżyser filmowy
- Kazuhiro Kokubo (和宏), japoński snowboardzista
- Kazuhiro Koshi (和宏), japoński skeletonista
- Kazuhiro Mizoguchi (和洋), japoński lekkoatleta, specjalizujący się w rzucie oszczepem
- Kazuhiro Mori (一大), japoński kolarz szosowy i torowy
- Kazuhiro Nakamura (和裕), japoński judoka i zawodnik MMA
- Kazuhiro Nakamura (和博), były japoński skoczek narciarski
- Kazuhiro Nakata (和宏), japoński seiyū
- Kazuhiro Ninomiya (和弘), były japoński judoka
- Kazuhiro Wada (一浩), japoński baseballista
- Kazuhiro Yamaji (和弘), japoński aktor i seiyū

## Fikcyjne postacie
- Kazuhiro Hiramatsu (和広), bohater mangi i anime Aoki Densetsu Shoot!
- Kazuhiro Mitogawa (カズヒロ), antagonista serii Ga-rei